# Courtier en énergie
 (juin 2016).
Si vous disposez d'ouvrages ou d'articles de référence ou si vous connaissez des sites web de qualité traitant du thème abordé ici, merci de compléter l'article en donnant les références utiles à sa vérifiabilité et en les liant à la section « Notes et références ».
 (novembre 2024).
Un courtier en énergie est une entreprise qui vend à un consommateur une prestation de service d'aide au choix d'une offre de fourniture d'électricité ou de gaz naturel.

## Le métier
Le courtier en énergie exerce une activité distincte du Fournisseur d'électricité et du fournisseur de gaz. Il ne commercialise pas d'offre de gaz ou d'électricité, il offre un service de comparaison des offres des fournisseurs, associé à une prestation de conseil.
L'électricité et le gaz naturel sont des secteurs économiques libéralisés. Ces énergies sont cotés sur des marchés européens de gros, leurs prix peuvent évoluer quotidiennement.
Certains, particuliers ou entreprises, souhaitent déléguer la comparaison des caractéristiques des différentes offres d'énergie. Les clauses contractuelles, les conditions tarifaires, peuvent différer entre les fournisseurs. Un courtier en énergie peut apporter des prestations de services complémentaires à ses clients, sous réserve de travailler avec un nombre suffisant de fournisseurs. Le courtier en énergie peut avoir un rôle pédagogique au sujet du fonctionnement du marché de l'électricité ou de celui du gaz, et de conseil sur les différences entre les offres des fournisseurs.
Certains courtiers sont spécialisés dans les consommateurs particuliers. D'autres sont spécialisés dans les clients professionnels et offrent un service de conseils pour l'achat d'énergie (visant par exemple la réduction des coûts) et de suivi.
Chaque courtier en énergie opère avec ses propres critères de sélection.

## Clientèle
Le cœur de cible des courtiers en énergie sont les clients professionnels (TPE, PME, grandes entreprises) soumis à la suppression des tarifs réglementés et, dans une moindre mesure, les particuliers qui souhaitent déléguer un comparatif d'offres de fournisseurs d'énergie. Une copropriété ou un syndic de copropriétés peut aussi faire appel à un courtier en énergie.
Les consommateurs professionnels ayant encore accès aux tarifs réglementés (TRV) restent en majorité au TRV et ne font pas appel à un courtier.
La fin des tarifs réglementés s'applique depuis le 31 décembre 2020 aux entreprises ayant une puissance souscrite supérieure ou égale à 36 kVA ou comptant plus de neuf salariés, ou dont le chiffre d'affaires annuels dépasse 2 M€[réf. nécessaire].

## Honoraires
Les courtiers en énergie sont majoritairement rémunérés par les fournisseurs d'énergie. Un partenariat avec un courtier permet à un fournisseur de réduire ses coûts d'acquisition client. Ainsi, lorsqu'un client signe un contrat de fourniture d'énergie par l'intermédiaire d'un courtier, il ne verse pas d'honoraire au courtier, car celui-ci est rémunéré par un fournisseur.
Ce type de rémunération peut biaiser les offres proposées par un courtier, au bénéfice de ses propres intérêts.
Certains courtiers peuvent aussi facturer un montant fixe relatif à la prestation de conseil.
Les associations de consommateurs, comme Union fédérale des consommateurs—Que choisir, proposent également des prestations de comparaison, mais sans être rémunérées directement pour cette prestation — qui peut être inclus dans l'adhésion —.

## Métier présent dans de nombreux pays
Le métier de courtier en énergie est exercé dans de nombreux pays, comme certains États des États-Unis, Belgique, Allemagne, Australie...
Au Royaume-Uni, le marché est particulièrement développé[réf. nécessaire].

### France
En France, des courtiers en énergie se développent, à la faveur de la dérégulation de ce marché et de l'ouverture croissante à la concurrence à partir des années 2000.
Le Syndicat des courtiers en énergie représente, en France, la profession.

## Alternatives
Les consommateurs peuvent s'informer sur le marché de l'électricité et de gaz, comparer les offres qui correspondent à leurs besoins grâce aux outils mis à leur disposition par les pouvoirs publics.
En France, le comparateur d'offres d'électricité et de gaz, énergie-info, édité par le médiateur national de l'énergie, permet de comparer les diverses offres du marché, puis d'entrer en relation avec un fournisseur,.
Le comparateur d'énergie proposé par énergie-info est le seul sous statut public et à être neutre et indépendant. Il est le seul, avec ceux des associations de consommateurs, à pouvoir être qualifié de totalement impartial, fiable et indépendant. Son fonctionnement est encadré par la loi relative à l’énergie et au climat.
Début 2014, l’association de consommateurs UFC-Que choisir mène une enquête sur les sites comparant les prix du gaz et de l’électricité. Elle conclut qu’« en dehors du site officiel Energie-Info.fr, mis en place et géré par le médiateur national de l'énergie, il n’existe aucun vrai comparateur de prix. En dépit de leurs promesses, ces derniers ne cherchent nullement à faire bénéficier les consommateurs de la meilleure offre du marché. Leur objectif, c’est de les orienter vers les fournisseurs partenaires qui les rémunèrent au mieux quand ils leur apportent un nouveau client. Ces sites sont biaisés et abusent de la confiance des consommateurs ».